# Arvid Lindström (professor)
Karl Arvid Lindström, född 15 januari 1866 i Hedemora, död 25 oktober 1944, var en svensk elektrotekniker.
Lindström blev student vid Uppsala universitet 1886, filosofie kandidat där 1889, anställdes som ingenjör vid Allmänna svenska elektriska a.-b. (ASEA) i Västerås 1890, blev 1904 extra lärare vid Kungliga tekniska högskolan och 1907 professor där i teoretisk elektroteknik.
Lindström bidrog både som praktisk ingenjör och lärare till elektroteknikens utveckling i Sverige. Han konstruerade maskiner för ett stort antal kraftanläggningar och genom uppsatser och teoretiska undersökningar bidragit till utredningen av dåtidens aktuella frågor inom den elektriska maskinteknikens och kraftöverföringens områden. Han invaldes 1911 som ledamot av Vetenskapsakademien och 1919 som ledamot av Ingenjörsvetenskapsakademien.

### Fotnoter
1. ↑  K Arvid Lindström i Svenskt biografiskt lexikon